# الكنيسة الميثودية (سنغافورة)
الكنيسة الميثودية في سنغافورة (بالإنجليزية: Methodist Church in Singapore (MCS)): هي كنيسة ينتمي إليها الميثوديون في سنغافورة. تضم 46 كنيسة في جميع أنحاء الجزيرة، ويبلغ عدد أعضائها حوالي 42000 عضو، هي أكبر طائفة بروتستانتية رئيسية في سنغافورة. أسقفها الحالي ورئيس الكنيسة هو الأسقف فيليب ليم، الذي اختير في الدورة الثالثة عشرة للمؤتمر العام في 6 ديسمبر 2024.